# Tales of Phantasia: The Animation
Tales of Phantasia: THE ANIMATION (テイルズ オブ ファンタジア THE ANIMATION Teiruzu obu Fantajia THE ANIMATION?) es un anime en formato de OVA basado en el juego del mismo nombre. La serie fue lanzada del 2004 al 2006 en Japón en cuatro volúmenes. 

## Historia
El guion de las OVAs está basada en la historia del videojuego, pero hay detalles del Anime que no están en el juego, más específicamente en los diálogos y escenas adicionales. Y los episodios se concentran en los encuentros de los personajes del juego con Dhaos, y las escenas en las que están involucradas el Árbol de Mana y los Elfos; Haciendo que se omita una gran porción de la historia contada en el juego original.

## Diferencias con el videojuego
- Como en casi todas las escenas animadas de todo "escort" Tales que saliera luego, Cless solamente utiliza una espada en el Anime. En los juegos, puede equipar también hachas o lanzas.
- La búsqueda por los cuatro espíritus es omitida.
- Tanto Cless como Chester no usan ninguna técnica que requiera TP.
- Runeglom le da al equipo las piezas de la Eternal Sword, a diferencia del juego en donde ellos debían buscar las partes por separado.
- No hay mención del unicornio, el cual en el juego ellos debían visitar para poder sanar el árbol de Mana.
- Mint presencia el asesinato de su madre a manos de Mars, mientras que en el juego ella no está segura de que su madre este muerta hasta que ella descubre su arete.
- La madre de Arche no aparece en las escenas con los elfos en el episodio 3.
- Como en la versión de SNES, Suzu no se une al equipo en la pelea contra Dhaos. La diferencia es que es ella quien pelea contra sus padres (y no el grupo en el Coliseo) al mismo tiempo en que los demás personajes pelean contra Dhaos.
- Dhaos no cambia a su forma de monstruo o angel una vez que es derrotado.
- Como ya se mencionó, se omite mucha de la historia del juego para poder acomodar todo en 4 OVAs. Algunas muy pequeñas cosas son agregadas, como la presencia de Dhaos ante Yggdrassil y la escena entre Chester y Arche.

## Reparto
Para información acerca de los personajes véase: Anexo: Personajes de Tales of Phantasia.
- Cless Alvein: Takeshi Kusao
- Mint Adnade/Mint Adenade: Junko Iwao
- Chester Barklight/Chester Burklight: Kentarō Itō
- Klarth F. Lester: Kazuhiko Inoue
- Arche Klaine/Arche Klein: Mika Kanai
- Suzu Fujibayashi: Taeko Kawada
- Mars: Tesshō Genda
- Raizen: Bin Shimada
- Martel: Rie Tanaka
- Dhaos: Toshiyuki Morikawa
- Tornix D. Morrison, Narración: Unshō Ishizuka
- Merril Adnade: Maria Kawamura

## Personal
- Directores: Takuo Tominaga (episodios 1-3), Shinjiro Mogi (episodio 4)
- Escenarios: Ryunosuke Kingetsu
- Música: Kimio Nomura
- Diseño de personajes original: Kōsuke Fujishima
- Diseño de personajes, Director de animación: Noriyuki Matsutake

## Canciones
Opening
Yume no Hate (夢の果て?  "The Ends of a Dream")
Interpretada por: Masami Suzuki
Letras: tomo
Compositores: Mika Watanabe, Ikuko Noguchi
Arreglistas: Tatsuya Nishiwaki
Ending
Priere
Interpretada por: Masami Suzuki
Letras: tomo
Compositores: Mika Watanabe, Ikuko Noguchi
Arreglistas: Shigeyoshi Kawagoe